# Міщишин Віталій Анатолійович
Віта́лій Анато́лійович Міщи́шин (1987—2014) — старший солдат Збройних сил України, учасник війни на сході України. Кавалер ордена «За мужність».

## Життєпис
Народився 1987 року в селі Письмечеве (Солонянський район, Дніпропетровська область).
Під час російської збройної агресії проти України захищав Батьківщину у складі 40-го батальйону територіальної оборони «Кривбас», був водієм УАЗ-452 з номерним знаком «ЛИС».

## Обставини загибелі
29 серпня 2014 року під час виходу з Іловайського котла так званим «Зеленим коридором», на дорозі поміж с. Новокатеринівка (Старобешівський район) та х. Горбатенко, разом з іншими бійцями потрапив під обстріл, з того часу вважався зниклим безвісти. 3 вересня тіла 96 загиблих були привезені до дніпропетровського моргу.
Ідентифікований за експертизою ДНК серед загиблих, яких поховали 16 жовтня 2014 року на Краснопільському цвинтарі Дніпропетровська, визнаний загиблим слідчими органами, про що складено відповідну постанову.

## Нагороди і вшанування
- 8 серпня 2014 року — за особисту мужність і героїзм, виявлені у захисті державного суверенітету та територіальної цілісності України, вірність військовій присязі, відзначений — нагороджений орденом «За мужність» III ступеня
- Іловайський Хрест (посмертно)